# Asta competitiva
Asta competitiva è una vendita agli incanti in cui i partecipanti gareggiano secondo regole prefissate al massimo rialzo o al minimo ribasso.
Sempre nell'ambito dell'asta competitiva si possono trovare una molteplicità di forme diverse:
- Rispetto ai partecipanti: l'asta può essere aperta a tutti, oppure solo a soggetti con particolari requisiti o iscritti a particolari albi;

- Rispetto alle modalità:
  - Asta inglese: presenta un prezzo minimo detto base d'asta e con rialzi con soglie minime, l'ultimo offerente si aggiudica il bene al prezzo ultimo da lui offerto;
  - Asta al ribasso: si parte da una base elevata che il banditore abbassa fino a che non viene fatta una offerta, si usava nei Paesi Bassi per i fiori ed in Italia per il pesce;
  - Asta in busta chiusa: con offerta scritta, anch'essa da distinguere il caso di aggiudicazione diretta o con possibilità di rilancio (in genere è richiesto un sesto).

In molte ipotesi il ricorso all'asta competitiva è stabilito dalla legge, in altre è su base volontaria: un esempio tipico è offerto dai liquidatori volontari di società quando decidono che l'asta competitiva sia una modalità più trasparente rispetto alla trattativa privata.

## Asta competitiva dei Titoli di Stato in Italia
L'asta competitiva è una modalità di emissione relativa ai Titoli di Stato Italiani di mercato monetario (scadenza inferiore o uguale ad un anno), ad esempio i BOT.
La partecipazione ad un'asta competitiva è riservata agli intermediari finanziari, che normalmente agiscono su ordine dei propri clienti. La quantità di titoli da assegnare è prefissata.
Ogni intermediario ha diritto a fare fino a tre offerte distinte, indicando per ciascuna il quantitativo richiesto ed il prezzo di sottoscrizione; gli importi complessivi di ciascuna offerta non possono comunque essere inferiori ad un milione e mezzo di euro.
Le offerte rimangono segrete fino alla fase di aggiudicazione.
Nella fase di aggiudicazione i titoli vengono assegnati, per la quantità richiesta, all'offerta che presenta in assoluto il prezzo di sottoscrizione più alto. Si prosegue in ordine decrescente di prezzo finché non viene raggiunta la quantità di titoli prefissata.
Vengono però posti due limiti:
- il prezzo massimo accoglibile (PMA) serve per evitare che i titoli abbiano rendimenti troppo bassi e siano quindi sconvenienti per i risparmiatori;
- il prezzo di esclusione impedisce che i rendimenti siano troppo alti e perciò sconvenienti per l'emittente.

### Calcolo del prezzo massimo accoglibile (PMA)
1. Le offerte vengono ordinate in ordine decrescente di prezzo;
2. Se la domanda è maggiore della quantità offerta, si calcola il prezzo medio ponderato della seconda metà dell'importo nominale da emettere. Altrimenti si calcola il prezzo medio ponderato della seconda metà dell'importo domandato;
3. Al rendimento corrispondente a tale valore si sottraggono 25 punti base (0,25%) e il prezzo corrispondente a tale rendimento è il prezzo massimo accoglibile.

Le offerte fatte con prezzi maggiori del PMA non vengono considerate nel calcolo del prezzo di esclusione e nel prezzo medio ponderato d'asta. Vengono però soddisfatte fornendogli la piena quantità di titoli richiesta e il prezzo viene determinato scegliendo il minore tra il PMA e il prezzo che si ottiene sottraendo 10 punti base al rendimento del prezzo più alto accolto in asta.

### Calcolo del prezzo di esclusione
1. Le offerte vengono ordinate in ordine decrescente di prezzo;
2. Si scartano le offerte con prezzi maggiori del PMA;
3. Se la domanda è maggiore della quantità offerta, si calcola il prezzo medio ponderato della prima metà dell'importo nominale da emettere. Altrimenti si calcola il prezzo medio ponderato della prima metà dell'importo domandato;
4. Al rendimento corrispondente a tale valore si aggiungono 100 punti base (1%) e il prezzo corrispondente a tale rendimento è il prezzo di esclusione.

### Esempio della fase di aggiudicazione
Ad un'asta competitiva per l'aggiudicazione di BOT del valore di 1.000 milioni di euro partecipano tre intermediari: Lupo, Compare e Coggioa.
I tre propongono le loro offerte (per semplicità, le quantità sono espresse in milioni di euro):
Lupo
1. Prezzo: 97,14 Quantità: 500
2. Prezzo: 97,10 Quantità: 300
3. Prezzo: 97,20 Quantità: 400

Compare
1. Prezzo: 97,18 Quantità: 300
2. Prezzo: 97,23 Quantità: 400
3. Prezzo: 97,09 Quantità: 700

Coggioa
1. Prezzo: 97,15 Quantità: 300
2. Prezzo: 97,16 Quantità: 400

| PARTECIPANTE | QUANTITÀ RICHIESTA | PREZZO INDICATO |
| ------------ | ------------------ | --------------- |
| COMPARE      | 400                | 97,23           |
| LUPO         | 400                | 97,20           |
| COMPARE      | 300                | 97,18           |
| COGGIOA      | 400                | 97,16           |
| COGGIOA      | 300                | 97,15           |
| LUPO         | 500                | 97,14           |
| LUPO         | 300                | 97,10           |
| COMPARE      | 700                | 97,09           |
| TOTALE       | 3.300              |                 |

```
Calcolo del PMA
DOM>OFF Seconda metà dell'importo nominale 
EMESSO
 che è 1.000
```

```
PARTECIPANTE QUANTITA' RICHIESTA PREZZO INDICATO
```

```
LUPO  300  97,20
COMPARE 200  97,18
```

```
PMP = ((300*97,20) + (200*97,18))/500 = 97,192
Rendimento = ((100/97,192)-1) = 2,89%
Rendimento - 0,25% = 2,89 - 0,25 = 2,64%

PMA = 100/(1 + 2,64%) = 97,42
```

```
Calcolo del PREZZO DI ESCLUSIONE
```

```
COMPARE  400   97,23
LUPO  100   97,20
```

```
PMP = ((400*97,23) + (100*97,20))/500 = 97,224
Rendimento = ((100/97,224)-1) = 2,86%
Rendimento + 1% = 2,86 + 1 = 3,86%

Prezzo di esclusione = 100/(1 + 0,0386) = 96,29
```

Tutte le offerte sono comprese tra PMA e PREZZO DI ESCLUSIONE quindi nessuna viene esclusa. 
I titoli verranno quindi assegnati secondo questi criteri:
- L'offerta più alta in termini di prezzo è quella di Compare (97,23), che per tale prezzo otterrà i 400 milioni di euro in titoli richiesti;
- I titoli assegnabili rimasti sono 600 milioni: il secondo miglior prezzo è quello di Lupo (97,20), che per tale prezzo otterrà i 400 milioni di euro in titoli richiesti;
- Rimangono quindi 200 milioni: se li aggiudicherà Compare, con la sua offerta di 97,18 (in realtà la quantità richiesta era di 300 milioni ma essa supera i 1.000 milioni di euro di quantità massima (400+400+300=1.100)).

Ricapitolando, Lupo sottoscrive 400 milioni, Compare sottoscrive 600 milioni, mentre Coggioa non sottoscrive nessun titolo.
E se invece Coggioa avesse posto una terza offerta al prezzo di 97,18 e quantità 100? 
In questo caso l'offerta di Compare e quella di Coggioa sarebbero allo stesso prezzo e si renderebbe necessario dunque procedere ad una procedura di ripartizione dei titoli mediante una percentuale che si ottiene dal rapporto tra titoli richiesti e titoli disponibili a quel prezzo (in questo caso 200/400=0,5). Compare si aggiudicherebbe quindi 150 milioni (300x0,5), mentre Coggioa 50 milioni (100x0,5).
Calcolo del PREZZO MEDIO PONDERATO D'ASTA
Dal calcolo viene esclusa la quantità e il prezzo domandate a prezzi superiori al PMA (nel nostro caso non cambia niente perché tutti i prezzi sono inferiori al PMA).
```
PMPA = ((400*97,23) + (400*97,20) + (200*97,18))/1.000 = 97,208
```

```
Asta Competitiva: Tabella riassuntiva.
```

```
 BOT offerti   1.000
 BOT richiesti  3.300
 BOT assegnati  1.000
 PMPA   97,21
 Rendimento lordo 2,87%
 Prezzo massimo  97,23
 Prezzo minimo  97,18
 Prezzo di esclusione 96,29
 PMA   97,42
```